# 中央公共汽車站
中央公共汽車站（愛爾蘭語發音：[ˈbˠɔsˠˌaːɾˠəsˠ]，源自愛爾蘭語bus+áras，即巴士建築物），是一個位於愛爾蘭都柏林的中央公共汽車站，愛爾蘭巴士以此站為基地營運各條城際路線，建築物建築風格為國際風格。此外這裡亦是都柏林輕軌紅線的車站。麥克德莫特屋（Áras Mhic Dhiarmada）是這建築物的正式名稱，愛爾蘭社會保障局的主要辦公室亦設在這大廈，大廈命名是紀念1916年復活節起義的革命家肖恩·麥克德莫特。